# Hey Y’all
| Оценки критиков     | Оценки критиков |
| Источник            | Оценка          |
| ------------------- | --------------- |
| AllMusic            | [ 1 ]           |
| Associated Press    | [ 2 ]           |
| Dayton Daily News   | B               |
| The Greenville News | [ 4 ]           |
| Ottawa Citizen      | [ 5 ]           |
| The Palm Beach Post | B+              |
| The Tennessean      | [ 7 ]           |

«Hey Y’all» (с англ. — «Эй вы все») — второй студийный альбом американской кантри-певицы Элизабет Кук, вышедший 27 августа 2002 года на лейбле Warner Bros..
Отзывы критиков, которые хвалили альбом за традиционное звучание кантри, были в целом положительными. Hey Y'all был коммерчески неудачным, его треки не транслировался на кантри-радио и не получил широкого распространения. Хотя руководители Warner Bros. обсуждали возможность выпуска следующего альбома, Кук покинула лейбл в 2003 году и начала независимую карьеру.

## Об альбоме
Кантри-альбом Hey Y’all включает в себя влияние других жанров, таких как госпел, хонки-тонк и поп. Лирика сосредоточена на детстве и личной жизни Кук, а также на более сексуальные темы. Он был записан в Javeline Studios, Hum Depot и Vital Recording в Нэшвилле и Sound Kitchen во Франклине, штат Теннесси. Рецензенты приписали голосу Элизабет резкий характер, который они сравнивали с голосом других певиц кантри, включая Долли Партон, а также с вокалом Лоретты Линн, Дины Картер и Келли Уиллис.

## Отзывы
Альбом получил положительные отзывы музыкальной критики и интернет-изданий
.

## Список композиций
| №                   | Название                             | Автор(ы)                      | Продюсеры           | Длительность |
| ------------------- | ------------------------------------ | ----------------------------- | ------------------- | ------------ |
| 1.                  | «Stupid Things»                      | Elizabeth Cook Hardie McGehee | Richard Dodd        | 2:24         |
| 2.                  | «Rainbows at Midnight»               | Cook McGehee                  | Dodd                | 3:11         |
| 3.                  | «Mama You Wanted to Be a Singer Too» | Cook                          | Dodd                | 3:16         |
| 4.                  | «Dolly»                              | Cook                          | Dodd                | 3:03         |
| 5.                  | «I'm Not Lisa»                       | Jessi Colter                  | Dodd                | 4:51         |
| 6.                  | «Everyday Sunshine»                  | Cook McGehee                  | Dodd                | 3:36         |
| 7.                  | «You Move Too Fast»                  | Cook McGehee                  | Dodd                | 4:11         |
| 8.                  | «Demon»                              | Cook                          | Dodd                | 2:25         |
| 9.                  | «Blue Shades»                        | Cook McGehee                  | Dodd                | 3:28         |
| 10.                 | «Don't Bother Me»                    | Cook McGehee                  | Dodd                | 3:25         |
| 11.                 | «God's Got a Plan»                   | Cook Tim Carroll              | Dodd                | 4:24         |
| 12.                 | «Ocala»                              | Cook McGehee                  | Dodd                | 4:23         |
| Общая длительность: | Общая длительность:                  | Общая длительность:           | Общая длительность: | 42:37        |